# オゼッラ・FA1I
オゼッラ・FA1I (Osella FA1I) はオゼッラ・スクアドラ・コルセが1987年のF1世界選手権に投入したフォーミュラ1カー。デザイナーはイグナツィオ・ルネッタとセルジオ・ベッキオ。FA1Gの後継であり、FA1Hと技術的な類似点を多数持った。それまでのオゼッラの車両同様信頼性に欠け、完走は1度のみであった。

## 開発
FA1Iは完全な新型車ではなかった。モノコックおよび基本的なレイアウトはFA1Fを踏襲した。これは元をたどるとオゼッラのターボ車全ての源流であるアルファロメオ・183Tのものであった。ルネッタはFA1Hの問題解決策を採用したが、ホイールベースは60mm短縮され、サスペンションは前後ともテンションストラットが取り付けられた。ポイントは空力改善のため1984年以来初めて風洞実験を行ったことであった。ダラーラ製の4分の1モデルを用いて風洞実験を行い、完成車は実戦投入前にピニンファリーナの風洞で再度実験された。
エンジンは依然として時代遅れのアルファ製8気筒ターボエンジンが採用された。その能力は限られ、燃料消費量は多かった。レギュレーションの改正によりブースト圧が緩和され、燃料搭載量は制限されたためオゼッラの燃料タンクは大幅に小型化された。予選では820馬力を発生した890Tエンジンも、決勝では750馬力に抑えられた。しかしながらFA1Iは1987年シーズン、燃料不足のため何度かリタイアしている。
FA1Iは1987年シーズンで2台が製作された。

## レース戦績

### 1987年
1987年、オゼッラはアレックス・カフィの1台体制でシーズンに臨んだ。FA1Iはカフィに与えられ、16戦中14戦で予選通過したが、新型の自然吸気車に後れを取った。予選最高位はモナコグランプリでの16位で、決勝ではリタイアしている。燃料切れでリタイアしたのは4回、エンジンおよびターボトラブルでのリタイアは5回、ギアトラブルが1回、電装系トラブルが1回であった。
オゼッラはシーズン中何度かセカンドドライバーを起用し、フランコ・フォリーニもFA1Iをドライブした。一方でフォリーニがドライブしたのは型遅れのFA1Gだとする説もある。

### 1988年
1988年シーズンはニコラ・ラリーニの1台体制で、新車が間に合わなかった開幕戦ブラジルでFA1Iが使用された。ラリーニは予選落ちしたため、決勝エントリーを行わなかった。その後は新車のFA1Lが投入され、FA1Iはスペアカーとされた。リアル・ARC1のデザイナーであるグスタフ・ブルナーは1988年3月にFA1Iを「本当に、レーシングカートより悪い」と評している。

## F1における全成績
(key) （太字はポールポジション）
| 年     | チーム                       | エンジン                | タイヤ | ドライバー             | 1   | 2   | 3   | 4   | 5   | 6   | 7   | 8   | 9   | 10  | 11  | 12  | 13  | 14  | 15  | 16  | ポイント | 順位 |
| ------ | ---------------------------- | ----------------------- | ------ | ---------------------- | --- | --- | --- | --- | --- | --- | --- | --- | --- | --- | --- | --- | --- | --- | --- | --- | -------- | ---- |
| 1987年 | オゼッラ・スクアドラ・コルセ | アルファロメオ V8 (t/c) | G      |                        | BRA | SMR | BEL | MON | DET | FRA | GBR | GER | HUN | AUT | ITA | POR | ESP | MEX | JPN | AUS | 0        | NC   |
| 1987年 | オゼッラ・スクアドラ・コルセ | アルファロメオ V8 (t/c) | G      | アレックス・カフィ     | Ret | 12  | Ret | Ret | Ret |     | Ret | Ret | Ret | Ret | Ret | Ret | DNQ | Ret | Ret | DNQ | 0        | NC   |
| 1987年 | オゼッラ・スクアドラ・コルセ | アルファロメオ V8 (t/c) | G      | ガブリエル・タルキーニ |     |     |     |     |     |     |     |     |     |     |     |     |     |     |     |     | 0        | NC   |
| 1987年 | オゼッラ・スクアドラ・コルセ | アルファロメオ V8 (t/c) | G      | フランコ・フォリーニ   |     |     |     |     |     |     |     |     |     |     | Ret | Ret | DNQ |     |     |     | 0        | NC   |
| 1988年 | オゼッラ・スクアドラ・コルセ | オゼッラ・890T V8 tc    | G      |                        | BRA | SMR | MON | MEX | CAN | DET | FRA | GBR | GER | HUN | BEL | ITA | POR | ESP | JPN | AUS | 0        | NC   |
| 1988年 | オゼッラ・スクアドラ・コルセ | オゼッラ・890T V8 tc    | G      | ニコラ・ラリーニ       | DSQ |     |     |     |     |     |     |     |     |     |     |     |     |     |     |     | 0        | NC   |

## 参照
1. ↑  いくつかの出版物では大文字の「I」と小文字の「l」を混用し、「FA1L」と表示している物もある。「FA1I」と「FA1L」はそれぞれ別の年に使用された別個のモデルである。
2. 1 2  Hodges: A–Z of Grand Prix Cars. 2001, S. 186.
3. ↑  Zur Technik vgl. Bamsey: 1000 bhp Grand Prix Cars. 1988, S. 48.
4. ↑  Motorsport aktuell. Heft 9, 1987, S. 24.
5. ↑  Rennbiografie Franco Forinis bei f1rejects.com (abgerufen am 17. Januar 2011).
6. ↑  Rennstatistiken bei Motorsport-Total.com (abgerufen am 17. Januar 2011).
7. ↑  Hodges: Rennwagen von A–Z nach 1945. 1994, S. 206.
8. ↑  Bamsey: 1000 bhp Grand Prix Cars. 1988, S. 47.
9. ↑  Rennbiografie Franco Forinis bei forix.autosport.com (abgerufen am 17. Januar 2011).
10. ↑  Motorsport aktuell. Heft 14, 1988, S. 25.